# Henry Danger
Henry Danger là chương trình về của Mỹ chiếu trên Nickelodeon. Chương trình được tạo bởi Dan Schneider và Dana Olsen. Với sự tham gia của các diễn viên Jace Norman vai Henry, Cooper Barnes vai Captain Man, Riele Downs vai Charlotte, Sean Ryan Fox vai Jasper, và Ella Anderson vai Piper. Tại Việt Nam, bộ phim được phát sóng dưới tên Siêu anh hùng Henry.

## Cốt truyện
Henry Hart là cậu bé 13 tuổi sống ở Swellview. Công việc ngoài giờ của cậu là trở thành Kid Danger, phụ tá cho siêu anh hùng ở Swellview là Captain Man. Captain Man nói với Henry không được kể cho ai nghe về công việc của mình, và cậu ấy đã giữ bí mật không cho bạn thân Charlotte biết (nhưng cậu ấy cũng đã biết) kể cả Jasper, gia đình, và em gái Piper. Henry đến cửa hàng "Junk 'n' Stuff", nơi có căn cứ bí mật gọi là Man Cave ở dưới lòng đất nơi mà Captain Man làm việc. Captain Man nói rằng mình sẽ không ở lại đây lâu để giúp đỡ mọi người; nên anh ấy cần một người thay thế mình (nghĩa là Henry sẽ quản lý nơi này vào một ngày nào đó).

## Nhân vật

### Chính
- Henry Hart (Jace Norman)
- Captain Man (Cooper Barnes)
- Charlotte (Riele Downs)
- Jasper (Sean Ryan Fox)
- Piper (Ella Anderson)

### Phản diện
- Dr. Minyak (Mike Ostroki)
- Nurse Cohort (Amber Bela Musa)
- Jeff (Ryan Grassmeyer)
- Van Del (Josh Fingerhut)
- Time Jerker (Joey Richter)

### Phụ
- Mr. Hart[1] (Jeffrey Nicholas Brown)
- Mrs. Hart[1] (Kelly Sullivan)
- Oliver (Matthew Zhang)
- Sydney (Joe Kaprielian)
- Mr. Gooch (Duncan Bravo)
- Bork (William Romeo)
- Schwoz (Michael D. Cohen)
- Vice Mayor Willard (Timothy Brennan)
- Trent Overunder (Winston Story)
- Mary Gaperman (Carrie Barrett)
- Miss Shapen (Jill Benjamin)
- Bianca (Maeve Tomalty)
- Mitch (Andrew Caldwell)
- Chloe (Jade Pettyjohn)
- Veronica (Madison Iseman)

## Số tập
List of Henry Danger episodes

## Việc sản xuất
Chương trình được sản xuất vào ngày 13 tháng 3 năm 2014, với 20 tập, sau đó được nâng lên thành 26 tập. Vào ngày 26 tháng 7 năm 2014, chương trình được chiếu với "bộ phim" dài 1 tiếng được xem như là tập đầu tiên.
Nhà sáng lập Dan Schneider đăng trên Twitter các nhân vật từ các series trước đó của ông sẽ quay lại để làm nhân vật khách mời. Nathan Kress (iCarly) xuất hiện trong tập "Birthday Girl Down". Russell Westbrook xuất hiện trong tập "Too Much Game". Ronnie Clark quay trở lại với vai Herb từ Sam & Cat trong tập "Secret Beef" khi ông đến thăm Swellview từ Venice, Los Angeles trong kì nghỉ và nhờ Henry dẫn đến Montego.
Ngày 18 tháng 11 năm 2014, đuọc sản xuất phần 2 với 20 tập. Phần 2 chiếu vào ngày 12 tháng 9 năm 2015, trước khi một chương trình khác của Dan Schneider's có tên là Game Shakers được khởi chiếu.
Ngày 2 tháng 3 năm 2016, được sản xuất phần 3.

## Giải thưởng và đề cử
| Năm  | Giải thưởng         | Hạng mục                                                    | Đại diện     | Kết quả |
| ---- | ------------------- | ----------------------------------------------------------- | ------------ | ------- |
| 2015 | Kids' Choice Awards | Chương trình truyền hình được yêu thích nhất                | Henry Danger | Đề cử   |
| 2016 | Kids' Choice Awards | Chương trình truyền hình được yêu thích nhất                | Henry Danger | Đề cử   |
| 2016 | Kids' Choice Awards | Nam diễn viên được yêu thích nhất – Chương trình cho trẻ em | Jace Norman  | Đề cử   |